# الشاي في المملكة المتحدة

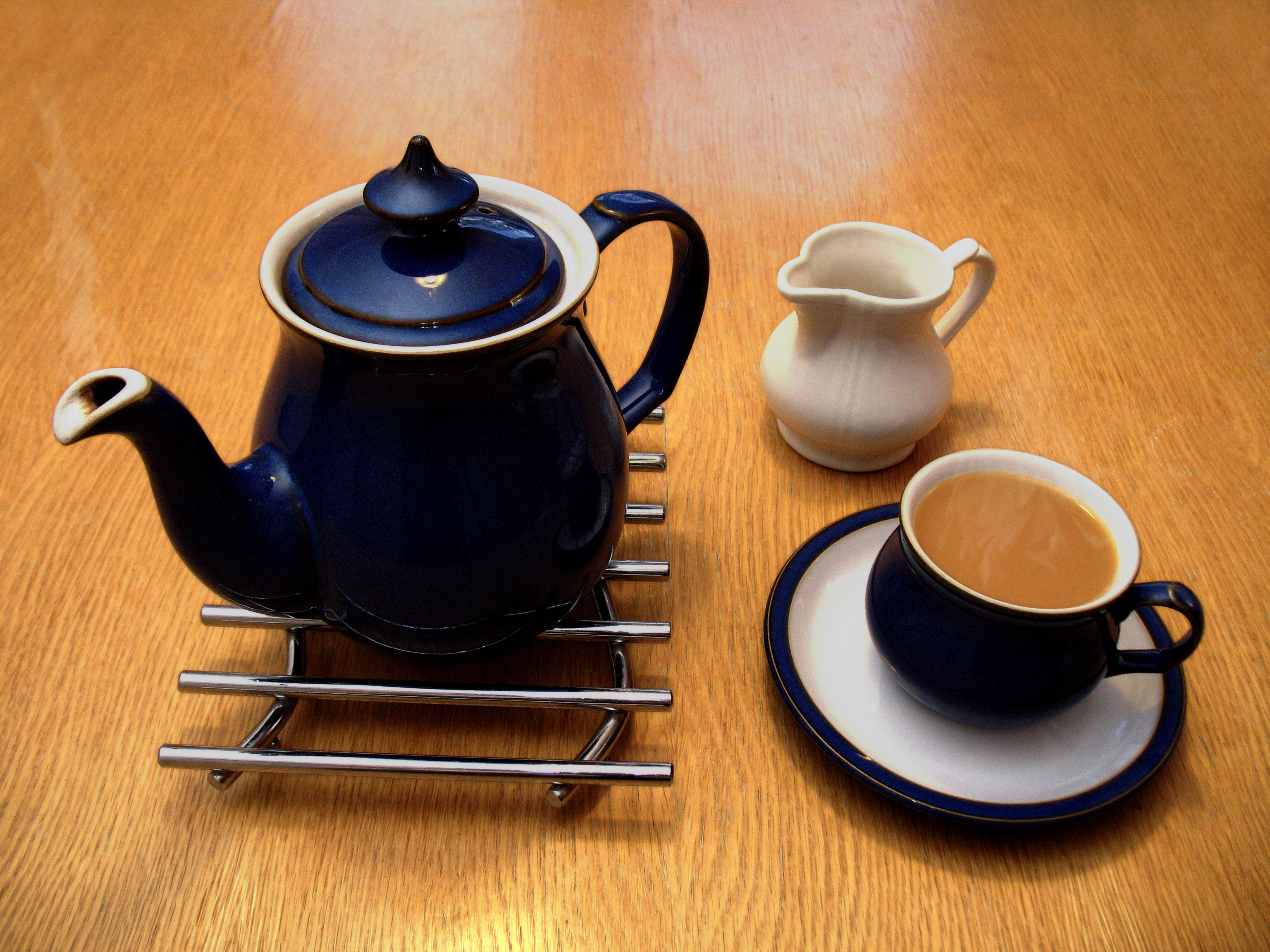
إبريق شاي مصنوع من السيراميك، موضوع على قاعدة معدنية، إلى جانبه، فنجان من الشاي.

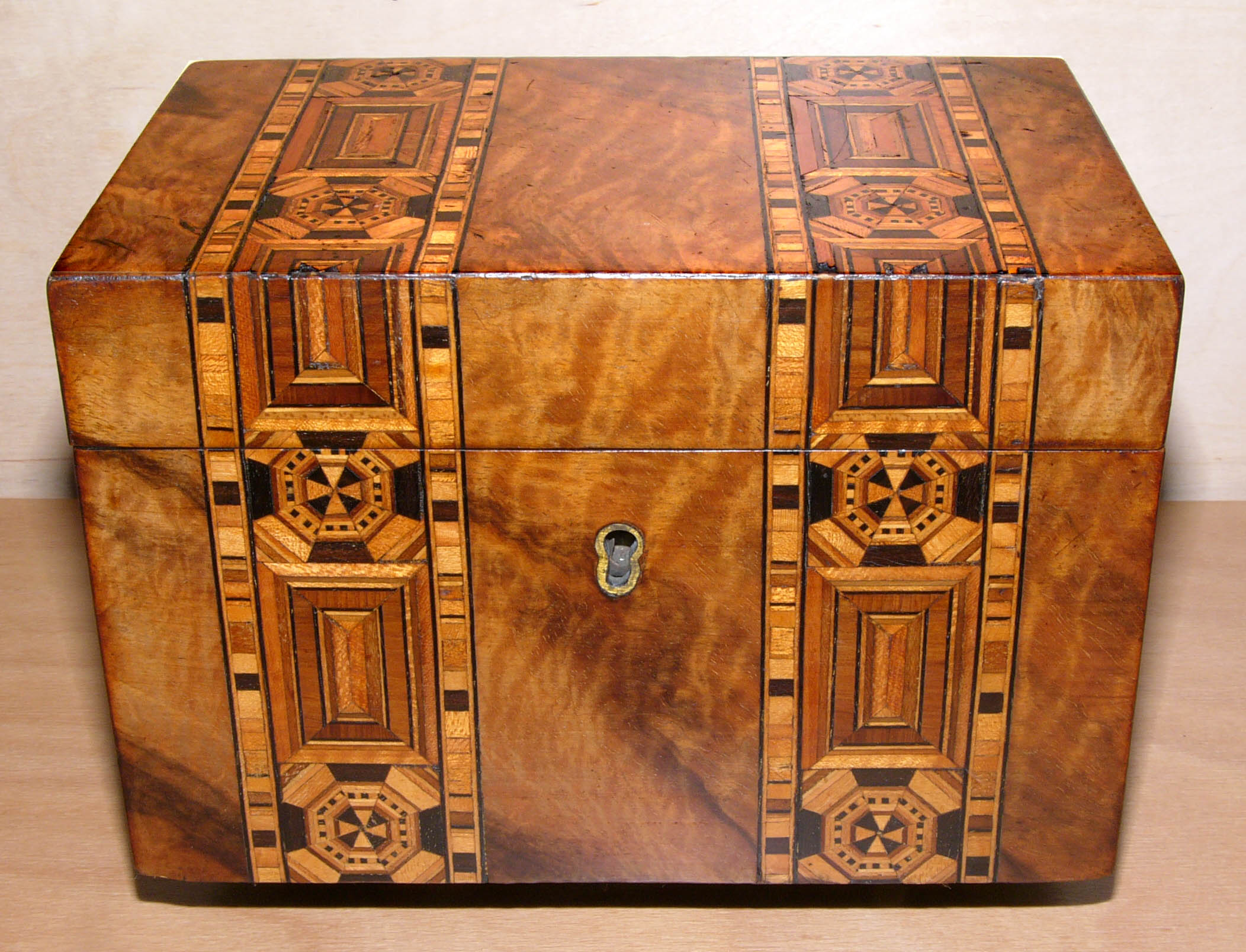
علبة شاي إنجليزية، مربعة الشكل، كانت تستخدم لتخزين أوراق الشاي.

يعتبر الشاي في المملكة المتحدة المشروب الوطني للشعب البريطاني وجزءاً من حياتهم اليومية. وقد كانت المملكة المتحدة واحدة من أكبر الدول المستهلكة للشاي في العالم، منذ القرن الثامن عشر، ويستهلك البريطانيون أكثر من 165,000,000 كوب في المملكة المتحدة يوميا وعلى مدار السنة. كان للإمبراطورية البريطانية دورا أساسيا في جلب ثقافة الشاي من الصين ونشرها في الهند.
يُقدم الشاي عادة مع الحليب في كل من المملكة المتحدة وجمهورية أيرلندا، فمن غير المألوف شربه بلونه الأسود أو مع الليمون، كما تعتبر إضافة السكر أمرا شائعا. ويعتبر الشاي القوي بنكهته، الذي يقدم في كوب من الحليب والسكر، مزيجًا شهيرًا يُعرف باسم شاي البناء. غالبًا ما يكون الشاي مصحوبًا بالسندويشات والكعك و / أو البسكويت، مع وجود عادات بريطانية شهيرة تغمر البسكويت في الشاي.

## نبذة تاريخية

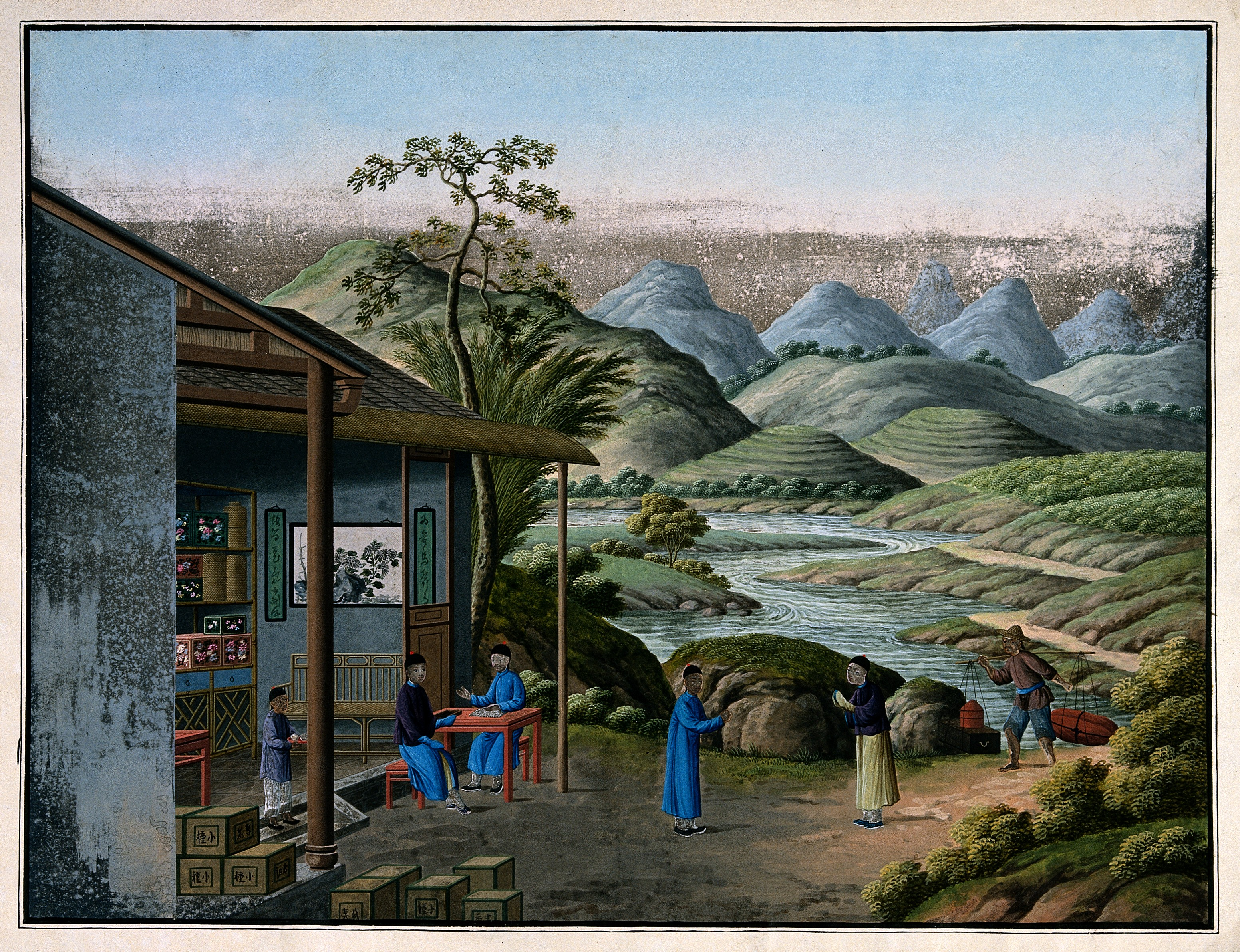
مزرعة شاي في الصين ، تُظهر العمال وهم يقومون بتعبئة الشاي في صناديق.

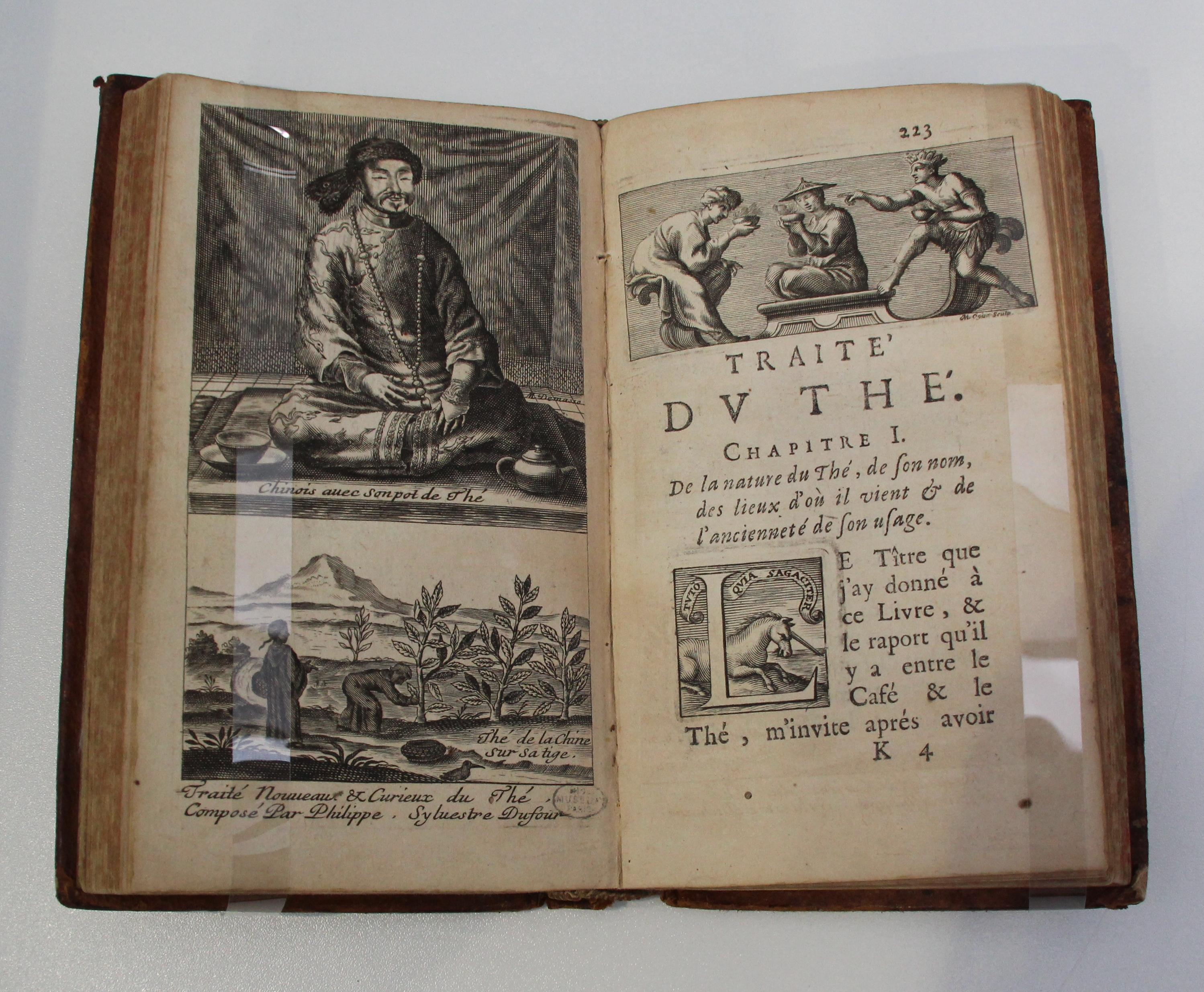
فيليب سيلفري دوفور ، "أطروحة عن الشاي" ، في مقالته " أ" عن تحف وفضول القهوة والشاي والشوكولاته ، ج. 1671

كان لارتفاع شعبية الشاي بين القرنين السابع عشر والتاسع عشر آثارا اجتماعية وسياسية واقتصادية كبيرة على بريطانيا العظمى. حددت الاحترام والطقوس المحلية، ودعمت صعود وهيمنة الإمبراطورية البريطانية، وساهمت في صعود الثورة الصناعية من خلال توفير رأس المال للمصانع والسعرات الحرارية للعمال. كما أنه يوضح قوة العولمة والإمبريالية لتحويل البلد وتشكيله إلى المجتمع الحديث المعروف باسم اليوم. لا يزال الشاي مشروبًا شائعًا في بريطانيا في العصر الحديث ولا يزال يعتبر جزءًا مهمًا من الهوية البريطانية.

### القرن السابع عشر: استيرادات طبية وأخرى فاخرة

#### يذكر في وقت مبكر

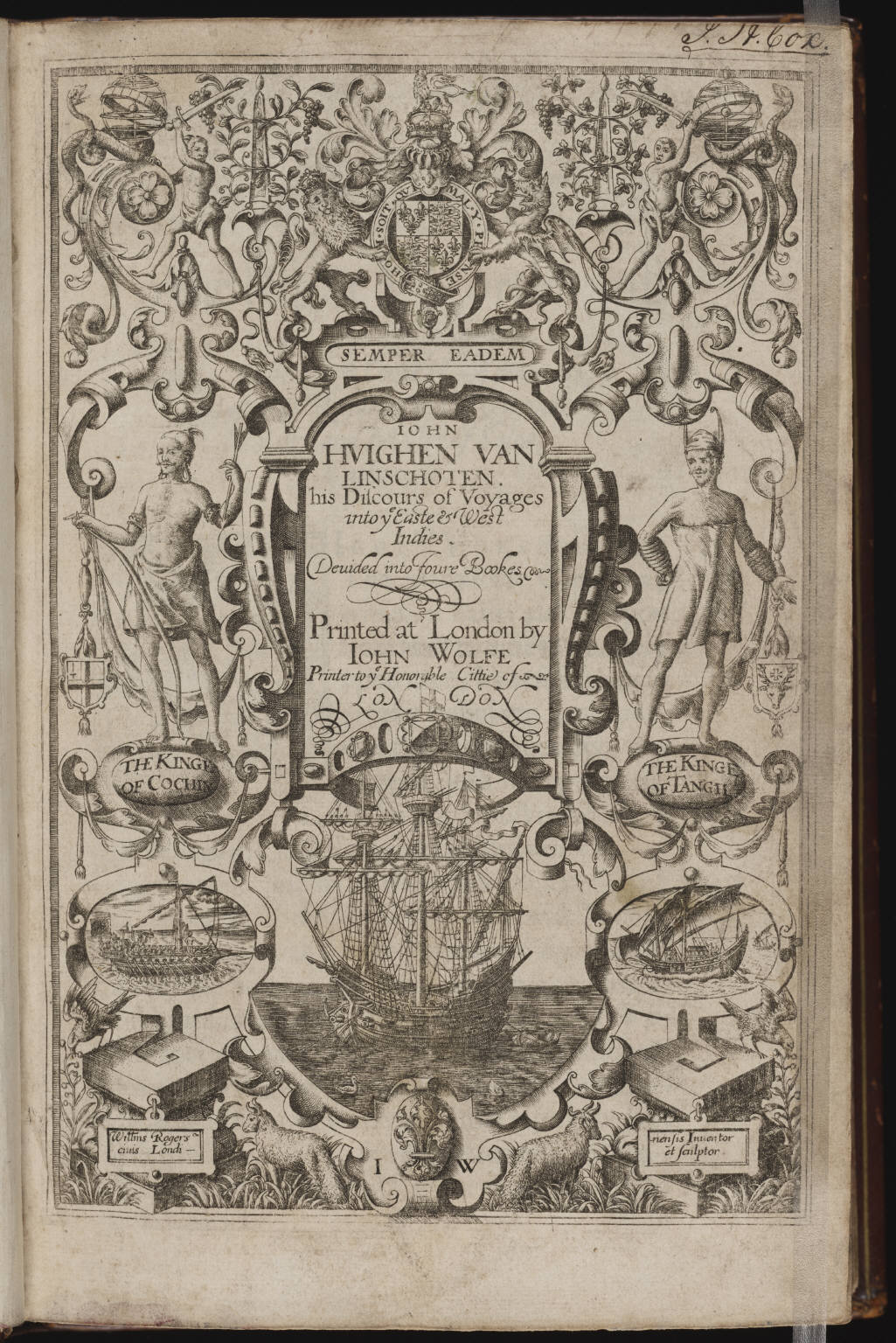
Iohn Huighen van Linschoten ، رحلات إلى جزر الهند الشرقية وجزر الهند الغربية ، صفحة العنوان

يعود تاريخ التفاعلات الأوروبية مع الشاي إلى منتصف القرن السادس عشر. أول ذكر للشاي في الأدب الأوروبي كان عن طريق جيامباتيستا راموسيو، وهو مستكشف فينيسي، باسم تشاي كاتاي أو «شاي الصين» في 1559. تم ذكر الشاي عدة مرات بعد ذلك في العديد من الدول الأوروبية بعد ذلك، لكن جان هوغو فان لينشوتن، الملاح الهولندي، كان أول من كتب مرجعًا مطبوعًا للشاي في عام 1598 في كتابه Discours of Voyages.
ومع ذلك، بعد عدة سنوات، في عام 1615، حدثت الإشارة الأولى المعروفة إلى الشاي من قبل رجل إنجليزي في رسالة تم تبادلها بين السيد ر. ويكهام، وكيل لشركة الهند الشرقية البريطانية المتمركزة في اليابان إلى السيد إيتون. الذي كان يتمركز في ماكاو [المجال البرتغالي منذ 1557] ، الصين. في هذه الرسالة، طلب ويكهام من إيتون أن يرسل له «وعاء من أفضل أنواع المضغ،»  تقريبًا صوتيًا لشاه ، وهي لهجة اللهجة المحلية (الكانتونية) للشاي. إشارة أخرى مبكرة إلى الشاي تظهر في كتابات التاجر صمويل المشتريات في 1625. يصف المشتريات كيف يستهلك الصينيون الشاي على أنه «مسحوق هيرب معين يسمى» شيا «والتي وضعوا منها قدر ما تحتويه قشرة الجوز، في طبق من بورسلان، وشربه بالماء الساخن.»  في 1637، كتب بيتر موندي، المسافر والتاجر الذي صادف الشاي في فوجيان، الصين، «تشا - الماء فقط مع نوع من عشب محشور فيه».

#### بدايات بيع الشاي

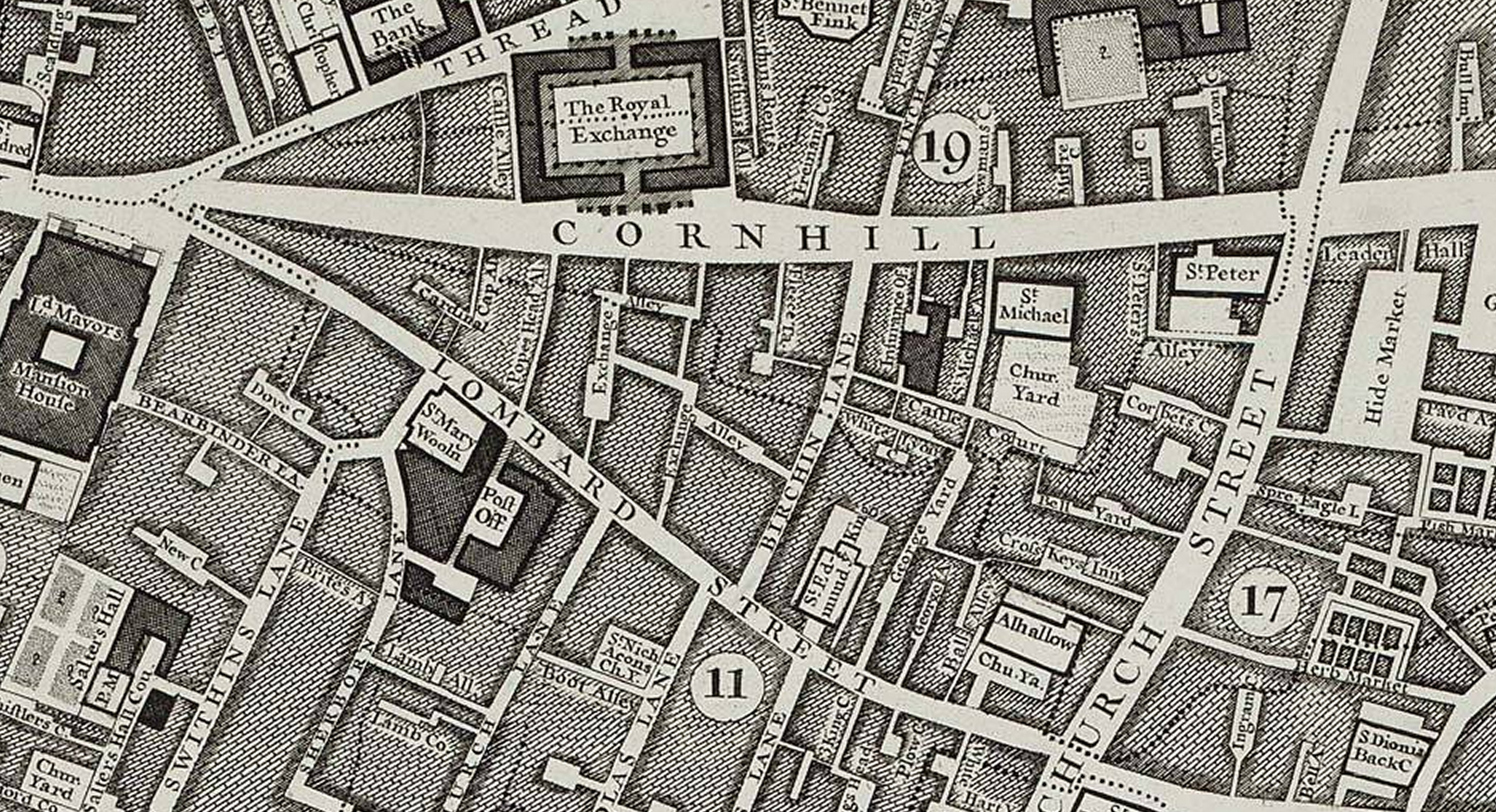
خريطة عام 1746 تُظهر Exchange Alley ، حيث تم بيع الشاي لأول مرة في إنجلترا

على الرغم من أن هناك عددًا من الإشارات المبكرة، فقد مرت عدة سنوات قبل بيع الشاي في إنجلترا. تم تقديم الشاي الأخضر الذي تم تصديره من الصين لأول مرة في مقاهي لندن قبل فترة قصيرة من استعادة ستيوارت (1660)
كان Thomas Garway (أو Garraway)، وهو صانع التبغ ومالك المقاهي، أول شخص في إنجلترا يبيع الشاي كأوراق ومشروبات في مقهى لندن في Exchange Alley في عام 1657. كان عليه أن يشرح المشروبات الجديدة في كتيب. مباشرة بعد أن بدأ Garway بيعه، بدأ مقهى Sultaness Head بيع الشاي كمشروب ونشر أول إعلان لصحيفة الشاي في Mercurius Politicus في 30 سبتمبر 1658. أعلن الإعلان «هذا ممتاز، وبموافقة جميع الأطباء، مشروب الصين ، ودعا من قبل الصينيين ، تشا ، من قبل الدول الأخرى تاي الملقب تي ... بيعت في رأس السلطان ، أيها منزل Cophee في Sweetings-Rents ، من قبل البورصة الملكية، لندن».
في لندن، تم بيع "القهوة والشوكولاتة ونوع من المشروبات يُطلق عليها تي " في كل شارع تقريبًا في عام 1659 "، وفقًا لما ذكره توماس روجز ديورنال. كان الشاي يستهلك بشكل أساسي من قبل الطبقات العلوية والتجارية: تذوق صموئيل بيبس، فضولي لكل حداثة، المشروب الجديد في 25 سبتمبر 1660 وسجل تجربة في مذكراته: "لقد أرسلت لكوب من نقطة الانطلاق، (مشروب صيني) من الذي لم يسبق لي أن شربته من قبل ".

أصدرت شركة الهند الشرقية البريطانية طلبها الأول لاستيراد الشاي عام 1667 إلى وكيلهم في بانتام، وعلبتي شاي تزن 143   وصل رطل 8 أوقية من بانتام في عام 1669. في عام 1672، أرسل خادم البارون هربرت في لندن تعليماته لصنع الشاي، وتسخين الكؤوس الحساسة، إلى شروبشاير: 
 اتجاهات الشاي هي: ربع من مياه الينابيع المغلية فقط، والتي وضعت ملعقة من الشاي، وتحلية إلى الحنك مع السكر الحلوى. بمجرد دخول الشاي والسكر، يجب الاحتفاظ بالبخار قدر المستطاع، والسماح له بالاستلقاء نصف أو ربع ساعة في حرارة النار ولكن لا يغلي. يجب وضع الأكواب الصغيرة فوق البخار قبل وضع السائل. 
 أقرب الإنجليزية equipages لصنع الشاي التاريخ إلى 1660s. تم استخدام أوعية الشاي والخزف الصغيرة من المألوف. تم شحنها في بعض الأحيان مع الشاي نفسه. حفز شرب الشاي على البحث عن تقليد أوروبي للخزف الصيني، تم إنتاجه بنجاح لأول مرة في إنجلترا في مصنع تشيلسي للخزف، والذي تم إنشاؤه في الفترة ما بين 1743-1745 وتقليده بسرعة. انظر مجموعة الشاي.
وبحلول سبعينيات القرن التاسع عشر، كان أول ما يتم استيراده وشربه جميعًا من الشاي من دول أجنبية من قبل تجار الجملة أو التجار في لندن وتصديرها من قبلهم. ومع ذلك، كانت ضرائب استيراد الشاي إلى إنجلترا مرتفعة للغاية. مما تسبب في تهريب وسيلة مهمة للحصول على الشاي من الشركات الهندية. وجد المؤرخون أن تجارة الشاي البريطاني قبل عام 1784، تقدر الكمية المقدرة للشاي المهرَّبة بحوالي 7,500,000 جنيه سنويًا، بينما يعتقد البعض أن المبلغ يجب أن يتراوح بين 4000,000 و 6,000,000 جنيه. كل هذه الأدلة تشير إلى أن الشاي المهرب قد احتل مكانًا مهمًا في سبعينيات القرن التاسع عشر.
أيضًا، في أواخر سبعينيات القرن الثامن عشر، أحضر صاحب مصنع الشاي في تشارلستون نباتات الشاي الصينية إلى مزرعته. وحاول صنع الشاي كنوع مختلف من مشروب الشاي، على سبيل المثال، الشاي الأخضر والشاي الأسود والشاي الصيني الأسود. نظرًا لأن البريطانيين يحبون شرب الشاي، فقد قاد النوع الجديد من الشاي الشركة في ذلك الوقت بينما كانت معظم المبيعات من البريطانيين.

#### شراب طبي

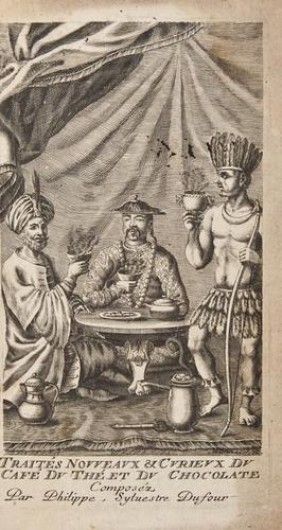
فيليب سيلفري دوفور ، "مقالة عن المستجدات والفضول من القهوة والشاي والشوكولاته" ، ج. 1671

العامل الأول الذي ساهم في ارتفاع شعبية الشاي هو سمعته كمشروب طبي. تم تصنيف الشاي لأول مرة على أنه مشروب طبي في عام 1641 من قبل الطبيب الهولندي نيكولاس ديركس، الذي كتب تحت اسم مستعار «نيكولاس تولب»    - على الرغم من أنه كان أيضًا مديرًا لشركة Indian East India Company ، فمن المحتمل أن يكون مدحه للشاي من أساليب التسويق. في كتابه Observationes Medicae ، ادعى أن «لا شيء مماثل لهذا النبات» وأن أولئك الذين يستخدمونه «معفون من جميع الأمراض ويبلغون سن الشيخوخة». يشرح بالتفصيل المزايا المحددة للشاي، مثل علاج «الصداع، ونزلات البرد، وجراحة العيون، ونزيف الربو، والربو، وتباطؤ المعدة، والمشاكل المعوية.»  نشر توماس جارواي، وهو أول صاحب متجر إنجليزي يبيع الشاي، ورقة عمل عام 1660 بعنوان «وصف دقيق لنمو أوراق الشجر ونوعيتها ونوعها» أشاد أيضًا بالمزايا الطبية للشاي. يدعي Garway أن «الشراب هو الأكثر صحية، والحفاظ على صحته المثالية حتى الشيخوخة المدقع»، وكذلك «يجعل الجسم نشطًا ومفعمًا بالحيوية»، «يساعد في علاج الصداع»، «يزيل صعوبة التنفس»، «يقوي الذاكرة»، و «عدوى الطرد».
كانت هناك العديد من الأعمال أكثر المنشورة على الفوائد الصحية للشاي، بما في ذلك تلك التي Hartlib في 1657، Bontekoe في 1678، Povey في 1686، وتريون في 1690s،  والكلية الملكية للأطباء نقاش ما إذا كان أي من المشروبات الساخنة الغريبة الجديدة «يتفق مع دساتير أجسامنا الإنجليزية». في عام 1667، لاحظ Pepys أن زوجته كانت تتناول الشاي بناءً على نصيحة طبية - «مشروب يقول له السيد Pelling the Pottecary إنه جيد لنزلات البرد والفيضان». طور جون لوك، الفيلسوف الإنجليزي الشهير، ولعًا بالشاي بعد قضاء بعض الوقت مع رجال الطب الهولنديين في ثمانينيات القرن التاسع عشر. يشير إليس، وكولتون، وماوجر إلى هؤلاء الرجال على أنهم «مهرة»: العلماء والفلاسفة والأطباء الذين اهتموا أولاً بالشاي وساهموا في شعبيته المبكرة كأدوية. ولكن، كما هو الحال مع حالة Tulp ، قد يكون بعض هؤلاء الرجال قد تأثروا بشركات وتجار الهنود الذين يرغبون في إنشاء سوق للشاي. ومع ذلك، ليس هناك شك في أن هذه الكتابات حول الفوائد الصحية المزعومة للشاي ساهمت في زيادة شعبية الشاي في إنجلترا.

#### شعبية الشاي بين الأرستقراطيين

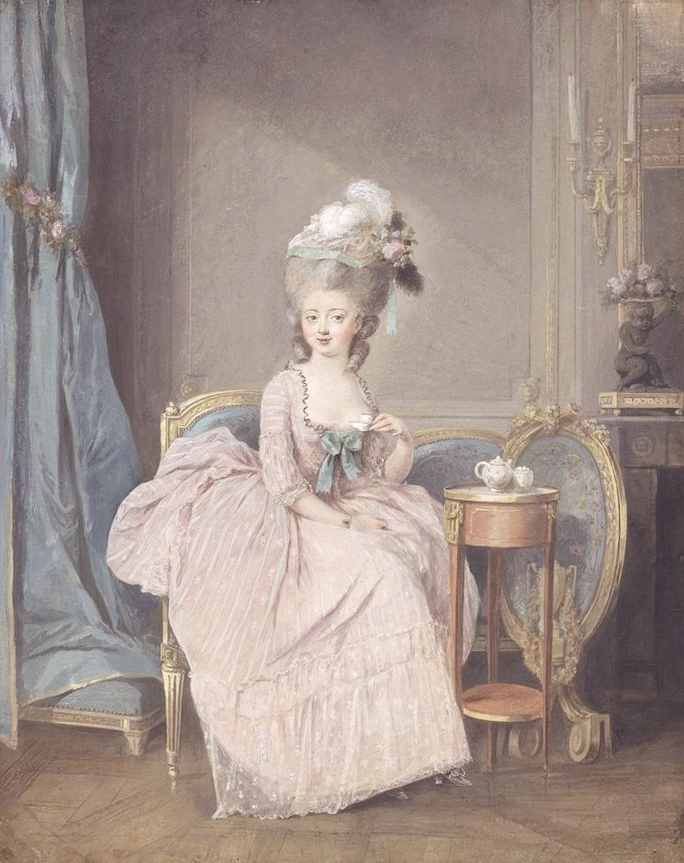
سيدة تشرب الشاي بريشة الفنان نيكلاس لافرينسن.

وفقًا لـ Ellis ، Coulton ، Maugher ، «كان الشاي أغلى من القهوة بستة إلى عشرة أضعاف» في الستينيات من القرن الماضي، مما جعله سلعة باهظة الثمن وفخمة. علاوة على ذلك، فإن انتشار الأعمال المتعلقة بالفوائد الصحية للشاي جاء في وقت بدأ فيه الأشخاص في الطبقات العليا في المجتمع الإنجليزي يهتمون بصحتهم.
في عام 1660، تم تقديم جنيهاً واثنين أوقية من الشاي الذي تم شراؤه من البرتغال رسميًا إلى Charles II من قبل شركة الهند الشرقية البريطانية. كان المشروب، الذي أصبح شائعًا بالفعل في أوروبا، مفضلًا لعروسته البرتغالية الجديدة، كاثرين براغانزا، التي قدمتها في المحكمة بعد زواجها من تشارلز الثاني في عام 1662، وجعلته من المألوف بين سيدات المحكمة بصفتها مشروبها المفضل. أثر استخدام كاثرين براغانزا للشاي كمشروب في البلاط، وليس كمشروب طبي، على شعبيته في الأوساط الأدبية حوالي عام 1685. كلما تم استهلاكها في المحكمة، كانت «معروضة بوضوح» لإظهارها.
تبعا لذلك، أصبح شرب الشاي جانبا رئيسيا في المجتمع الأرستقراطي في إنجلترا بحلول عام 1680، وخاصة بين النساء اللائي شربن أثناء النميمة في المنزل. كان تقديم كاثرين من براغانزا للشاي إلى السيدات أمرًا مهمًا لأنه جعل الشاي مشروبًا مقبولًا لكلا الجنسين، عندما كان من السهل تصنيفه كمشروب للرجال إذا ظل متاحًا فقط في المقاهي التي يتردد عليها الرجال فقط. زادت رغبة السيدات الأثرياء في إظهار سلعهن الفاخرة أمام السيدات الأخريات من الطلب على الشاي وجعلته أكثر شعبية. من العوامل الأخرى التي جعلت الشاي مرغوبًا فيه بين حشد النخبة إضافة السكر، وهو سلعة فاخرة أخرى راسخة بالفعل بين الطبقات العليا.

### القرن الثامن عشر: علامة على الطبقة الوسطى من الحراك التصاعدي والوطنية

#### إضافة السكر والحليب إلى الشاي الإنجليزي

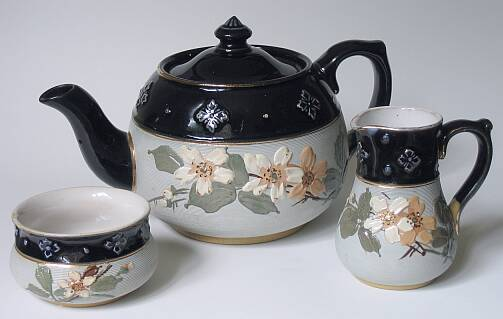
مجموعة شاي بريطانية حديثة ، يرافق فيها إبريق السكر وعاء إبريق الحليب

على الرغم من أن الشاي بدأ يكتسب شعبية مع بداية القرن الثامن عشر، إلا أن إضافة السكر زادت من شعبية الشاي. حيث بدأت الإنجليزيون في إضافة السكر لشايهم ما بين عام 1685 وأوائل القرن الثامن عشر. في هذا الوقت، كان السكر يستخدم لتعزيز نكهات الأطعمة الأخرى بين النخبة وكان له سمعة باعتباره ترفا تفاخري. نظرًا لأن كل من الشاي والسكر لهما آثار على الحالة، فمن المنطقي شربهما معًا،  والنمو في استيراد الشاي الموازي للسكر في القرن الثامن عشر،  والذي كان هو نفسه مزدهر بسبب نمو مزارع السكر في الأمريكتين. ولكن، كما ذُكر سابقًا، بدأت فئات النخبة في إنجلترا تهتم أكثر بصحتهم، وقد بدأ انتشار أدبهم حول عدم صحة السكر في أواخر القرن السابع عشر. ومع ذلك، كان يُنظر إلى إضافة السكر إلى الشاي على أنه وسيلة مقبولة لاستهلاك السكر لأنها تشير إلى أن «الشخص يتمتع بالتحكم الذاتي في استهلاك السكر بطريقة صحية». يقنع السكر أيضًا مرارة الشاي، لذا فقد جعل الشاي ببساطة مرغوبًا فيه لأن مذاقه أفضل. مع نمو إمدادات كل من الشاي والسكر خلال أوائل القرن الثامن عشر، أصبح الجمع بين السلعتين أكثر عالمية وزيادة شعبية والطلب على كلا المنتجين. تفوقت الشاي الأسود على الشاي الأخضر الذي حصل على شعبية كبيرة في عشرينيات القرن الماضي عندما تمت إضافة السكر والحليب إلى الشاي، وهي ممارسة لم تحدث في الصين.

#### شعبية الشاي بين الطبقات الوسطى

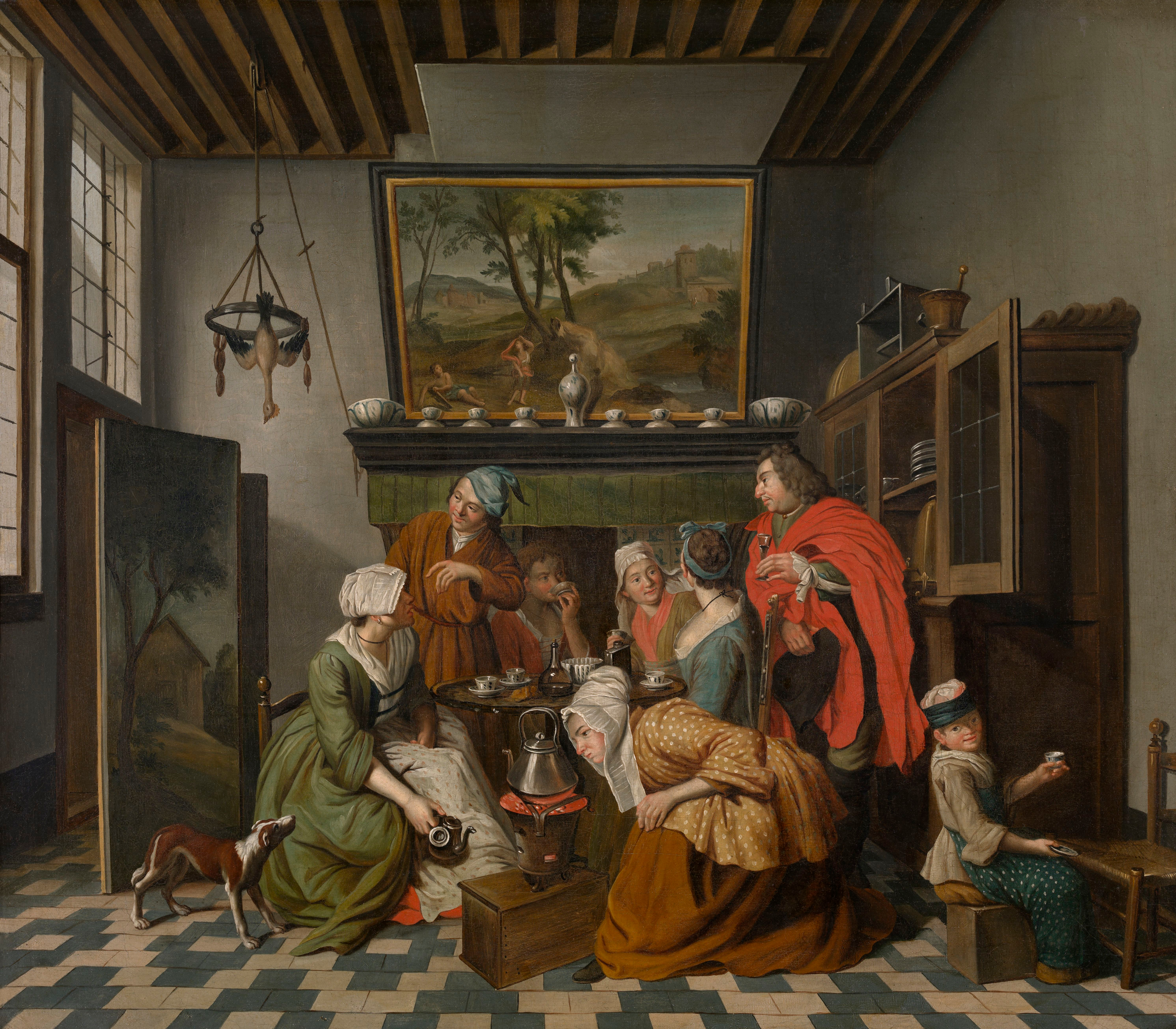
جان جوزيف هورمانز الأصغر ، "وقت الشاي" (القرن الثامن عشر)

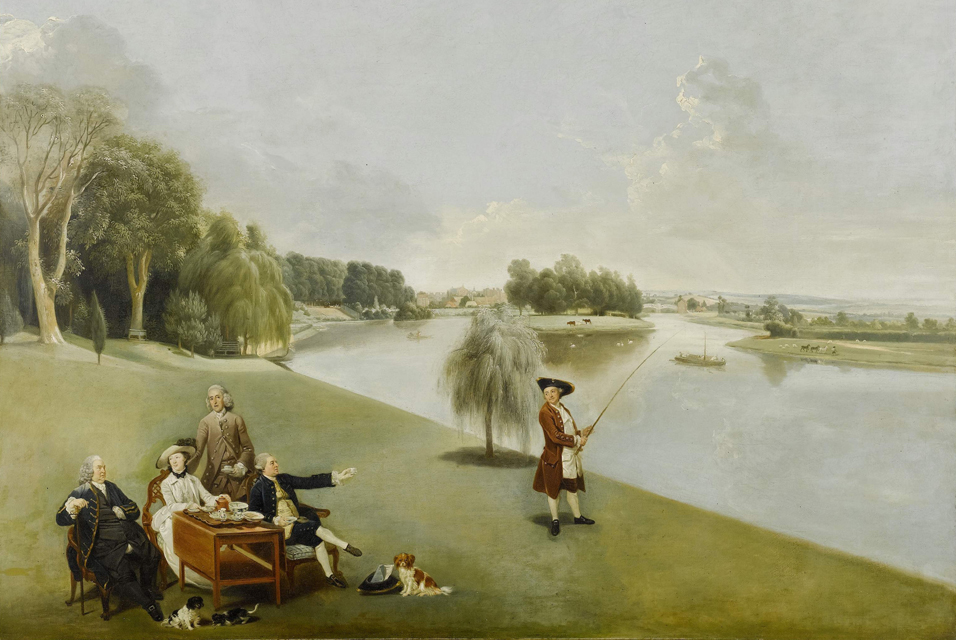
يوهان زوفاني ، «الحديقة في هامبتون هاوس، مع السيد والسيدة ديفيد جاريك يتناولان الشاي»

نظرًا لأن الشاي بدأ في بريطانيا كرفاهية للأثرياء، فقد كان يتمتع بسمعة طيبة في القرن الثامن عشر كسلعة من الدرجة العالية. ولكن مع انخفاض الأسعار ببطء، أصبح عدد أكبر من الناس في المستويات المتوسطة من المجتمع يمكنهم الوصول إليها. وفقًا لذلك، أصبح شرب الشاي مرتبطًا بالاحترام بين أفراد الطبقة الوسطى المتنقلين. عندما شرب الناس الشاي، كان من المتوقع أن يمتلكوا سلوكًا معينًا وأن يتصرفوا بطريقة معينة. سرعان ما أصبح شرب الشاي من الطقوس المحلية بين العائلات والزملاء والأصدقاء الذين كانوا أثرياء بما يكفي لتحمله، مما زاد الطلب أيضًا. أصبحت العلاقة بين الشاي والاحترام متأصلة في الثقافة البريطانية والإيرلندية إلى حد أنها وصلت إلى نقطة لم تستطع أن تتخلى عن الموضة. كما أن شرب الشاي بين هذه المجموعات سرعان ما اعتبر وطنيًا.
بسبب احتكار شركة الهند الشرقية البريطانية لصناعة الشاي في إنجلترا، أصبح الشاي أكثر شعبية من القهوة والشوكولاتة والكحول. كان الشاي يعتبر بريطانيًا بطبيعته وشجعته الحكومة البريطانية على تناول الشاي بسبب العائدات المكتسبة من فرض الضرائب على الشاي. على عكس القهوة والشوكولاته، التي جاءت من مستعمرات خصوم بريطانيا في مناطق مختلفة من العالم، فقد تم إنتاج الشاي في مستعمرة ضخمة واحدة وكان بمثابة وسيلة ليس فقط للربح، ولكن أيضًا القوة الاستعمارية. يذهب Mintz إلى حد القول إن الجمع بين الطقوس وزيادة الإنتاج في المستعمرات البريطانية هو كيف أصبح الشاي بطبيعته بريطانيًا.
مع استمرار البريطانيين في استيراد المزيد والمزيد من الشاي طوال القرن الثامن عشر، انتقل الشاي ببطء من سلعة محترمة تستهلكها الطبقات الجيدة الطقوس في الطقوس المحلية إلى ضرورة مطلقة في النظام الغذائي البريطاني، حتى بين الطبقات العاملة الفقيرة. لاحظ جون هانواي، وهو مصلح اجتماعي في القرن الثامن عشر ، استهلاك الشاي على نطاق واسع من قبل الفقراء في عام 1767. ووصف «حارة معينة   ... حيث غالبا ما ينظر المتسولين   ... شرب الشاي»، وكذلك«العمال إصلاح طرقهم شرب الشاي» والشاي«في أكواب haymakers». بعد قرنين فقط من الظهور الأول للشاي في المجتمع الإنجليزي كمشروب للأرستقراطيين ، أصبح الشاي مشهورًا ومتاحًا على نطاق واسع لدرجة أن أولئك الذين كانوا في القاع المطلق للتسلسل الهرمي الاجتماعي كانوا يستهلكونه كمشروب المفضل لديهم. في هذه المرحلة أصبح الشاي عالميًا على جميع مستويات المجتمع. سأل فرناند براديل: «هل صحيح أن الشراب الجديد حل محل الجن في إنجلترا؟» 

### القرن التاسع عشر: الاستهلاك العالمي

#### اعتماد الشاي من قبل الطبقات العاملة

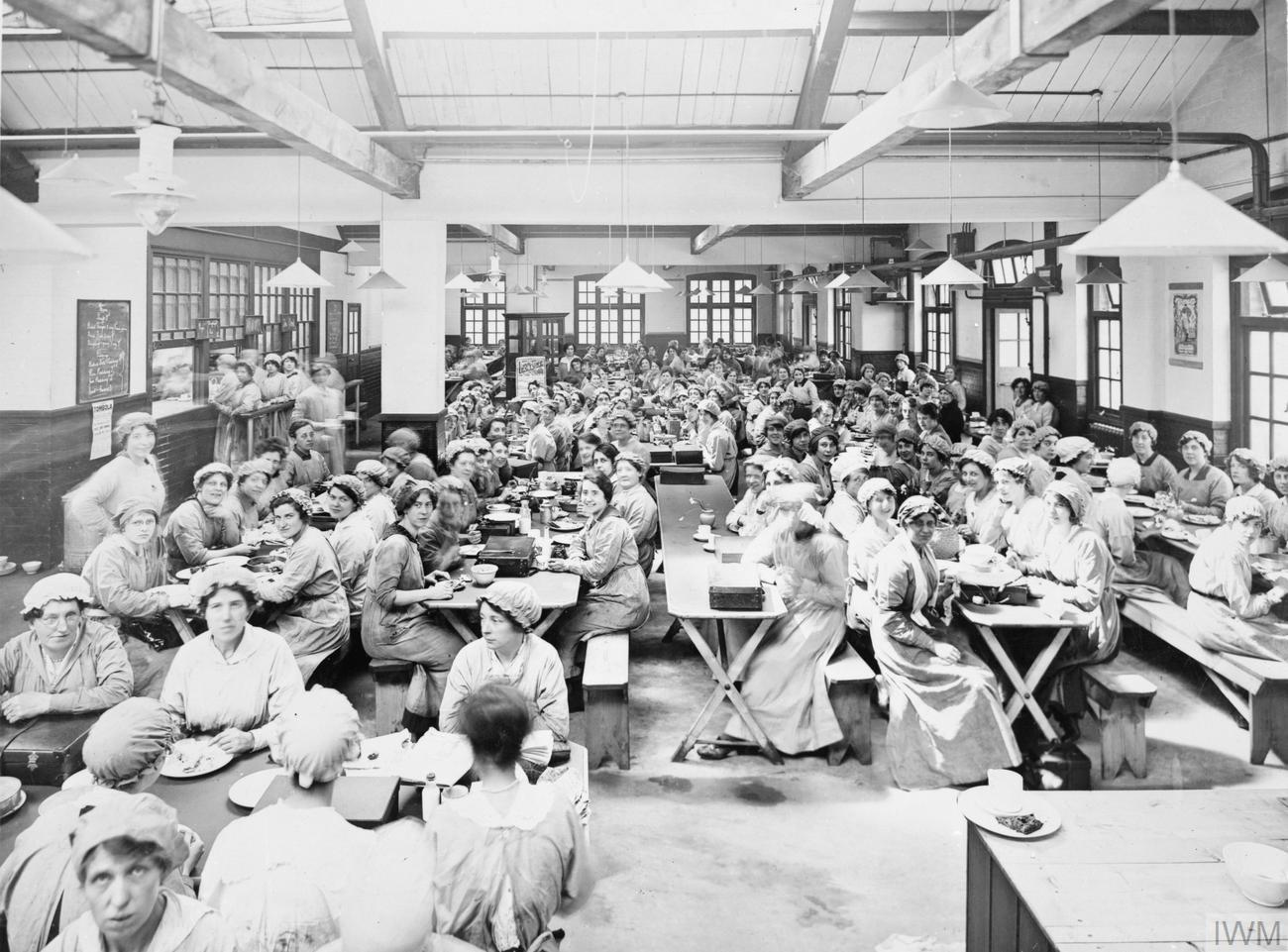
العمال يأخذون استراحة شاي خلال الحرب العالمية الأولى.

مع حلول القرن التاسع عشر ، امتدت شعبية الشاي حتى وصلت إلى الطبقة العاملة ، وسرعان ما كانت تعتبر ضرورة يومية بين العمال الفقراء. وفقا للمؤرخ الإسكتلندي ديفيد ماكفيرسون ، فقد أصبح الشاي أرخص من البيرة في أوائل القرن التاسع عشر. علاوة على ذلك ، أصبح السكر رخيصًا جدًا في هذا الوقت ، وكان الاثنان يستهلكان دائمًا معًا تقريبًا. على الرغم من أن سعر القهوة قد انخفض أيضًا في هذه المرحلة ، إلا أن الشاي كان المشروب المفضل لأنه ، على عكس القهوة ، كان لا يزال طعمه جيدًا عند تخفيفه ، وهو غالبًا ما يستهلكه الفقراء لتوفير المال.
وكان للشاي عوامل جذب أخرى كذلك. كتناول المشروبات الساخنة المحلاة حيث غيرت من وجباتهم ، والتي كانت تتكون عمومًا من الخبز الجاف والجبن ، وجعلتها تنخفض بسهولة أكبر. كان المشروب الدافئ جذابًا بشكل خاص بالنظر إلى المناخ البارد والرطوب في بريطانيا. علاوة على ذلك ، ساعد الشاي في تخفيف بعض عواقب التحضر التي رافقت الثورة الصناعية: شرب الشاي يتطلب غلي الماء ، وبالتالي قتل الأمراض التي تنقلها المياه مثل الزحار والكوليرا والتيفوئيد.
ومع ذلك ، فإن الفقراء يستهلكون الشاي بشكل مختلف تمامًا عن الطقوس المخلوقة التي تتبعها الطبقات العليا. وفقا لمينتز ، «ربما بدأ شرب الشاي بين الفقراء في اتصال مع العمل ، وليس في المنزل»،  ويشير بعض العلماء إلى أن الشاي لعب دورًا في الثورة الصناعية البريطانية. قام العاملون النهاريون بإعداد الشاي في الهواء الطلق ونقلوا معهم أدوات الشاي الخاصة بهم إلى العمل ، على عكس الطقوس المنزلية الخاصة التي كانت تحيط بشرب الشاي مسبقًا. ربما أصبح شاي ما بعد الظهيرة وسيلة لزيادة عدد الساعات التي يمكن للعمال العمل بها ؛ المنشطات في الشاي ، مصحوبة بزيادة السعرات الحرارية من السكر والوجبات الخفيفة المصاحبة لها ، ستوفر للعمال الطاقة لإنهاء عمل اليوم.

#### زراعة الشاي في الهند

ماكينة قص الشعر ثيرموبيلاي التي تم إطلاقها عام 1868

كانت شعبية الشاي هي السبب وراء تصدير الزلات الشاق ، وهو طلقة صغيرة للزراعة أو غصين لتطعيم نباتات الشاي ، من الصين إلى الهند البريطانية وزراعتها التجارية هناك ، ابتداء من عام 1840.
بين عامي 1872 و 1884 ازدادت إمدادات الشاي للإمبراطورية البريطانية مع توسيع خط السكك الحديدية إلى الشرق. الطلب ، ومع ذلك ، لم يكن متناسبا ، مما تسبب في ارتفاع الأسعار. ومع ذلك ، فمن عام 1884 فصاعدًا ، وبسبب الابتكار في إعداد الشاي ، انخفض سعر الشاي وظل منخفضًا نسبيًا خلال النصف الأول من القرن العشرين.
بعد ذلك بفترة وجيزة أصبحت لندن مركز تجارة الشاي الدولية. مع ارتفاع واردات الشاي كما جاء زيادة كبيرة في الطلب على الخزف. زاد الطلب على أكواب الشاي والأواني والأطباق لتواكب هذا المشروب الجديد الشهير.

#### النساء وغرف الشاي
يقول روجر فولفورد إن غرف الشاي أفادت النساء في العصر الفيكتوري، حيث كانت هذه الأماكن العامة المحايدة مفيدة في «نشر استقلال» المرأة وصراعها من أجل التصويت. يصف Paul Chrystal غرف الشاي بأنها «شهيرة وعصرية ، لا سيما مع النساء»، مما يوفر لهم مكانًا لائقًا وآمنًا للقاء وتناول الطعام   - والاستراتيجية على الحملات السياسية.

### الشاي اليوم

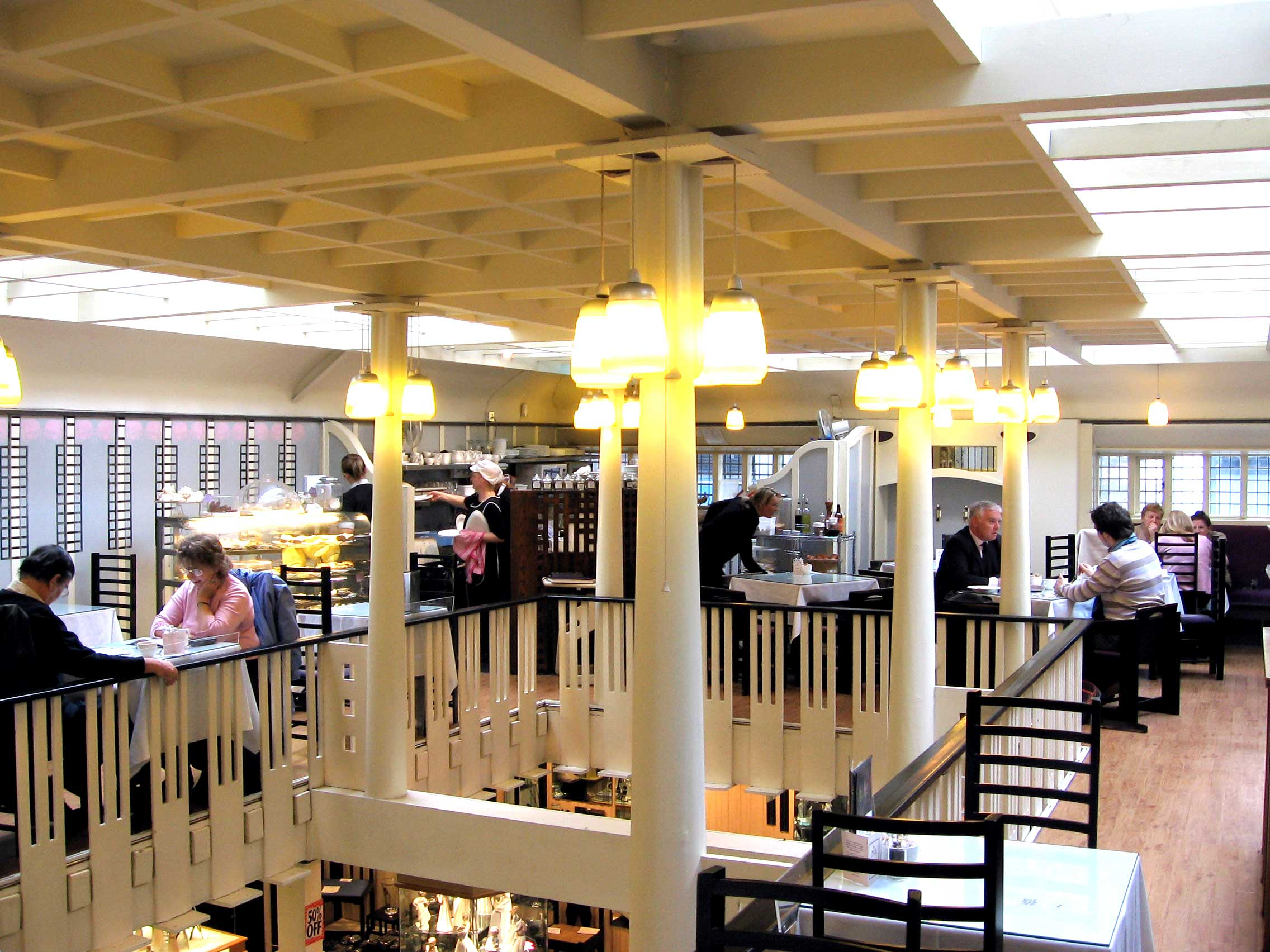
غرف الصفصاف ، غلاسكو

في عام 2003، ذكرت DataMonitor أن شرب الشاي بانتظام في المملكة المتحدة كان في انخفاض. كان هناك انخفاض بنسبة 10.25 في المائة في شراء أكياس الشاي العادية في بريطانيا بين عامي 1997 و 2002. كما انخفضت مبيعات البن المطحون خلال نفس الفترة. بدلاً من ذلك ، كان البريطانيون يشربون المشروبات الموجهة نحو الصحة مثل الفاكهة أو شاي الأعشاب، حيث زاد استهلاكهم بنسبة 50 في المائة من عام 1997 إلى عام 2002. إحصائية أخرى غير متوقعة ، هي أن مبيعات الشاي والقهوة منزوعة الكافيين انخفضت بشكل أسرع خلال هذه الفترة من بيع الأصناف الأكثر شيوعًا. قوبل انخفاض مبيعات الشاي بزيادة مبيعات الإسبريسو. ومع ذلك ، لا يزال الشاي مشروبًا شائعًا للغاية ولا يزال متأصلًا في الثقافة والمجتمع البريطاني.
في عام 1787، ابتكر Twinings Tea شعاره ، لا يزال قيد الاستخدام حتى اليوم ، والذي يُعتقد أنه أقدم شعار تجاري في العالم تم استخدامه بشكل مستمر منذ بدايته. تحت أسوشيتد بريتيش فودز منذ عام 1964، يمثل ستيفن توينينج الآن الجيل العاشر للشركة. في عام 2006، احتفلت Twinings بالذكرى السنوية الـ 300 لشاي خاص وأكياس الشاي المرتبطة بها. Twining's حائز على أمر ملكي (تم تعيينه من قِبل جلالة الملكة).

## تخمير الشاي
حتى الأحداث الرسمية جدًا قد تكون سببًا لاستخدام الأكواب والصحون بدلاً من الأكواب. قد تعمل طقوس الشاي البريطانية شبه الرسمية النموذجية على النحو التالي (المضيف يؤدي جميع الإجراءات ما لم يذكر):
1. يتم إحضار الغلاية إلى درجة الغليان (مع الماء العذب لضمان الأوكسجين الجيد الذي يعد ضروريًا لنشر أوراق الشاي بشكل صحيح).[45]
2. يتم تكوير الماء المغلي الكافي حول إبريق الشاي لتسخينه ثم سكبه.
3. إضافة أوراق الشاي فضفاضة (عادة الشاي الأسود) أو أكياس الشاي ، تضاف دائما قبل الماء المغلي.
4. يتم سكب الماء المغلي الطازج فوق الشاي في الإناء ويسمح للشرب لمدة تتراوح من 2 إلى 5 دقائق بينما قد يتم وضع شاي دافئ على الإناء للحفاظ على دفء الشاي.[46]
5. يتم وضع مصفاة الشاي فوق الجزء العلوي من الكوب وسكب الشاي فيها ، ما لم يتم استخدام أكياس الشاي. قد تتم إزالة أكياس الشاي ، عند الرغبة ، بمجرد الوصول إلى القوة المطلوبة.
6. يمكن إضافة السكر الأبيض والحليب (بهذا الترتيب)، عادة بواسطة الضيف.
7. يحتفظ القدر عادة بالشاي الكافي حتى لا يظل فارغًا بعد ملء أكواب جميع الضيوف. إذا كان هذا هو الحال ، فيتم استبدال الشاي المريح بعد أن يخدم الجميع. قد يتم توفير الماء الساخن في وعاء منفصل ، ويستخدم فقط لتغليف الرهان ، وليس الكوب.

### إيتيكيت شرب الشاي في المملكة المتحدة

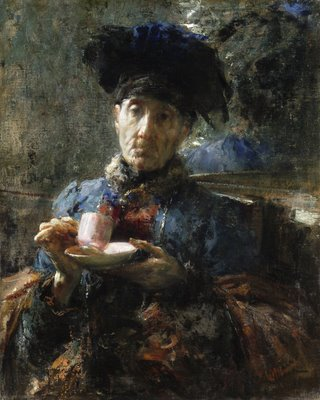
عجوز شرب الشاي (أنطونيو مانشيني)

هناك آراء حول الطريقة الصحيحة لشرب الشاي عند استخدام الكأس والصحن. تاريخياً ، خلال سبعينيات القرن الثامن عشر والثمانينيات من القرن العشرين ، كان من المألوف شرب الشاي من الصحون. كانت الصحون أعمق من الموضة الحالية وأكثر شبهاً بالطاسات مثل سوابقها الصينية. إذا كان الشخص جالسًا على طاولة ، فإن الطريقة المناسبة لشرب الشاي هي رفع فنجان الشاي فقط ، ووضعه مرة أخرى في الصحن بين الرشفات. عند الوقوف أو الجلوس على كرسي بدون طاولة ، يمسك الشخص بصحن الشاي بيده وكوب الشاي في اليد المهيمنة. عندما لا تكون قيد الاستعمال ، يتم وضع كوب الشاي مرة أخرى في صحن الشاي ويوضع في حضن الشخص أو على ارتفاع الخصر. في كلتا الحالتين ، لا ينبغي أبدًا إبقاء كوب الشاي أو التلويح به في الهواء. يجب أن تكون كرة لولبية من الداخل. على الرغم من الاعتقاد الشائع في الولايات المتحدة ، لا ينبغي أن يمتد إصبع بعيدا عن مقبض الكأس.

## غرفة الشاي

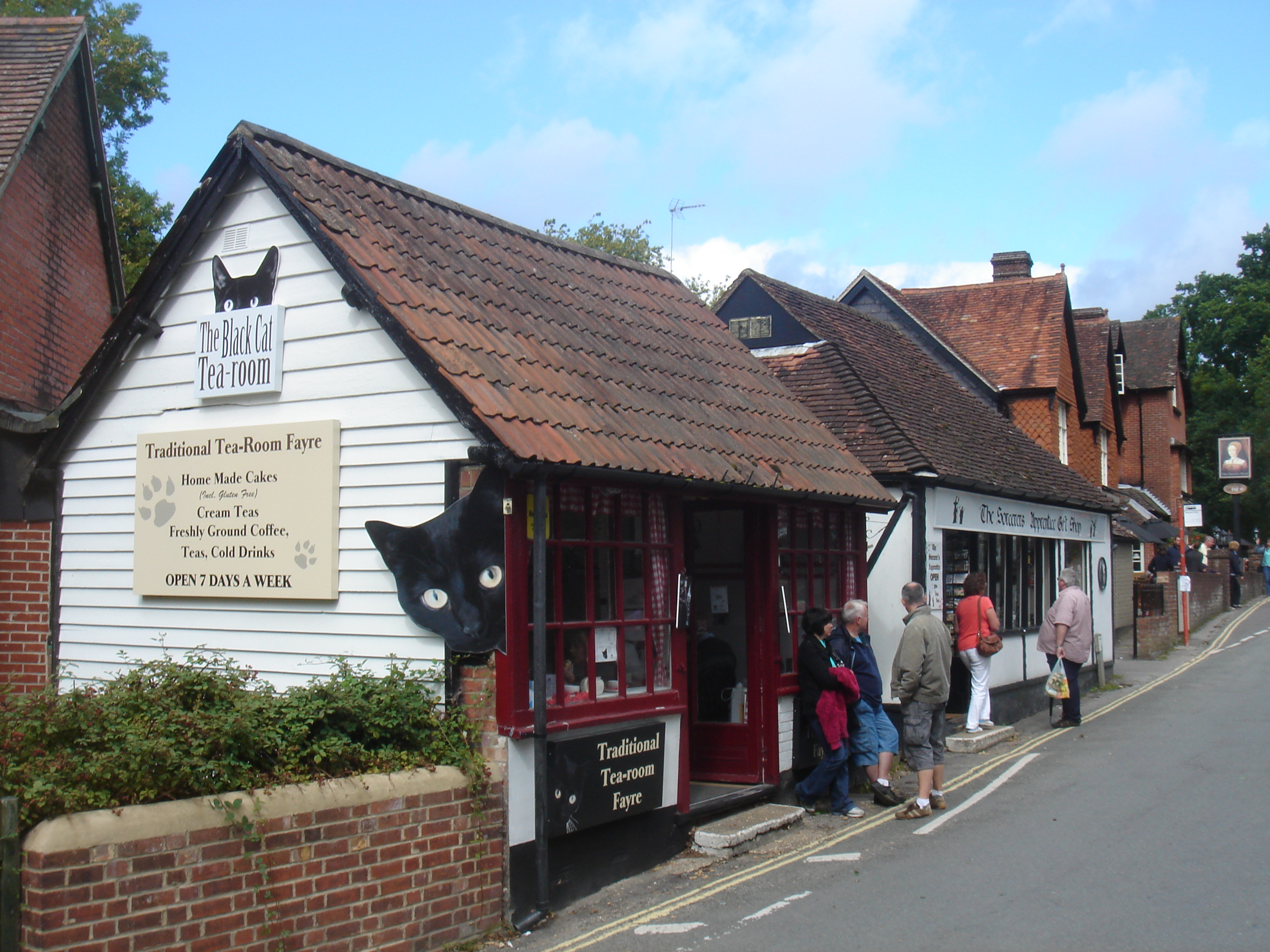
غرف الشاي في بريطانيا ، عام 2010

قبل وقت قصير من استعادة عام 1660 ، تم تقديم الشاي الأخضر الصيني في مقاهي لندن ،  التي كانت أماكن هامة للتفاعل الاجتماعي ، متميزة عن الحانات والحانات والفنادق الصغيرة. شرح صاحب المقهى المشروبات الجديدة في كتيب: «هذا ممتاز ، وبموافقة جميع الأطباء ، مشروب صيني ، يطلق عليه الصينيون ، Tcha ، من قبل دول أخرى Tay alias Tee ... يباع على رأس Sultaness ، أنتم Cophee-house في Sweetings-Rents ، بواسطة Royal Exchange ، لندن». «القهوة، والشوكولاته ونوع من مشروب يسمى كوم» تم «تباع في كل شارع تقريبا [في لندن] في 1659»، وفقا لDiurnall توماس Rugge ل. كان الشاي يستهلك بشكل أساسي من قبل الطبقات العلوية والتجارية: تذوق صموئيل بيبس، فضولي لكل حداثة ، المشروب الجديد في عام 1660 وسجل تجربة في مذكراته ليوم 25 سبتمبر: «لقد أرسلت لكوب من الشاي ، (مشروب صيني) والتي لم يسبق لي أن كنت في حالة سكر من قبل».
لم يكن Hogarth من Gin Lane هو التحذير الأول من حالة سكر الطبقة العاملة. كان أحد ردود الفعل على تصور الذوبان الواسع النطاق هو حركة الاعتدال ، التي روجت للشاي كبديل صحي للكحول من أي نوع. من 1830s العديد من المقاهي والجديدة المقاهي فتحت، كمكان للاختلاط الذي لم يكن حانة أو نزل. كانت المقاهي أيضًا مهمة لأنها توفر مكانًا يمكن للنساء في العصر الفيكتوري تناوله من دون مرافقة الذكور دون المخاطرة بسمعتهم. غرف الشاي تلبي جميع فئات المجتمع.
في عام 1864، افتتحت شركة Aerated Bread Company أول ما سينمو ليكون معروفًا باسم ABC Tea Shops . جاءت الفكرة من «مديرة» مقرها لندن في ABC «كانت تقدم الشاي والوجبات الخفيفة المجانية للعملاء من جميع الفئات ، [وحصلت على إذن لوضع صالة شاي تجارية عامة في المبنى»  بحلول عام 1923، كان لدى محلات الشاي ABC 250 فرعًا ،  المرتبة الثانية بعد J. Lyons and Co. بدأت Lyons Corner Houses في عام 1894، وسرعان ما أصبحت السلسلة الرائدة في غرف الشاي ؛ كانت نادلاتهم معروفة باسم «الحلمات» لسرعة عملهم.
في عام 1878، افتتحت كاثرين كرانستون أول ما أصبح سلسلة غرف شاي ميس كرانستون في غلاسكو، اسكتلندا، حيث وفرت أماكن اجتماعية أنيقة مصممة تصميماً جيداً ، ولأول مرة وفرت للنساء اللاتي يعملن في عالم اجتماعي دون شركة ذكورية. أنها أثبتت شعبية واسعة. انخرطت والمصممين القادمين ، لتصبح راعيا لتشارلز ريني ماكينتوش. لقد صمم المبنى الكامل لويلو تي رومز ، الخارجي الحديث بشكل مذهل وكذلك سلسلة من التصميمات الداخلية المثيرة للاهتمام. مؤسسات مماثلة أصبحت شعبية في جميع أنحاء اسكتلندا. اعتبارًا من عام 2016، تتم استعادة غرف Glasgow Willow Tearooms.
يقول روجر فولفورد إن غرف الشاي أفادت النساء ، حيث كانت هذه الأماكن العامة المحايدة مفيدة في «نشر استقلال» المرأة وصراعها من أجل التصويت. يصف Paul Chrystal غرف الشاي بأنها «شهيرة وعصرية ، خاصة مع النساء»، حيث توفر مكانًا محترمًا وآمنًا للقاء وتناول الطعام ، ووضع استراتيجيات للحملات السياسية.

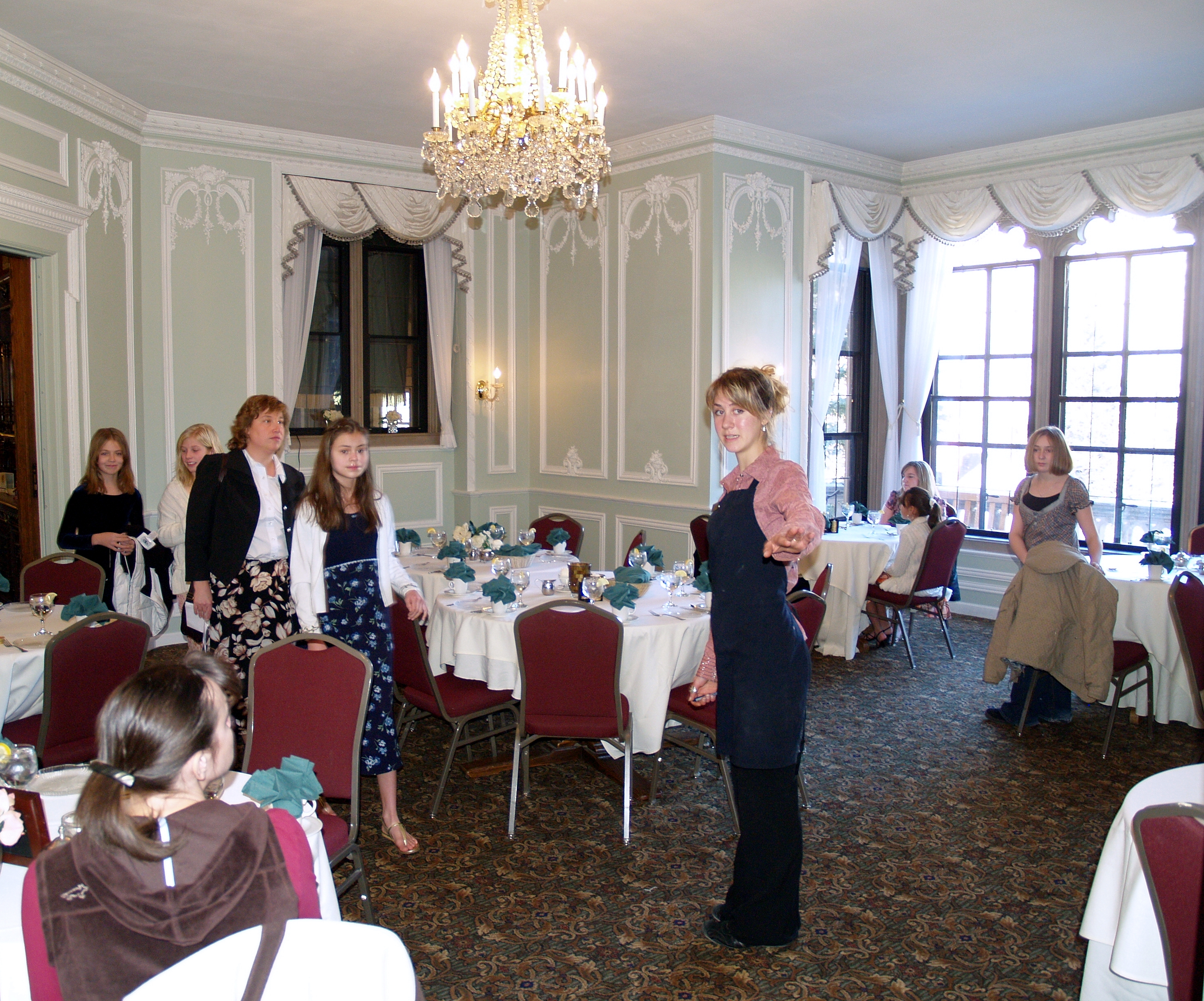
غرفة الشاي في قلعة Glen Eyrie في كولورادو سبرينغز

هناك تقليد طويل من غرف الشاي داخل فنادق لندن . على سبيل المثال ، يقدم Brown's Hotel الشاي لأكثر من 170 عامًا. من بين 1880s من الفنادق الفاخرة في كل من الولايات المتحدة والمملكة المتحدة ظهرت غرف الشاي وملاعب الشاي ، وبحلول عام 1910 بدأوا في استضافة رقصات شاي بعد الظهر مع اكتساح هوس الرقص كلا البلدين.
كانت غرف الشاي على اختلاف أنواعها منتشرة في بريطانيا بحلول الخمسينيات ، ولكن في العقود التالية أصبحت المقاهي أكثر عصرية ، وأصبحت غرف الشاي أقل شيوعًا. ومع ذلك ، لا يزال هناك الكثير من الأماكن التي توفر الفرصة للاستمتاع بالشاي بعد الظهر، وجبة خفيفة فاخرة من الوجبات الخفيفة اللذيذة (شطائر الشاي) والمعجنات الصغيرة. البديل الأقل رسمية هو شاي كريم ، شائع بشكل خاص في ويست كونتري: سكون مع المربى والكريمة المتخثرة . الاحتمال الآخر هو تناول الشاي الساخن والطعام اللذيذ الحار كوجبة نهائية (ولكن مبكّرة نسبيًا). هناك الكثير من الاختلافات الإقليمية: في اسكتلندا ، يتم تقديم الشاي عادةً مع الكعك ، الفطائر، الفطائر الصغيرة والكعك الأخرى.
يمكن العثور على غرف الشاي في معظم المدن والعديد من القرى.

## الشاي كاستراحة
يحق للعمال البريطانيين بموجب القانون الحصول على استراحة لمدة عشرين دقيقة على الأقل في نوبة عمل مدتها ست ساعات ؛ تصف الإرشادات الحكومية هذا بأنه «استراحة لتناول الشاي أو الغداء». بشكل غير رسمي ، يُعرف هذا باسم المصاعد، أي بضع ساعات قبل وجبة منتصف النهار ، يتم تقديمها تقليديًا في الساعة 11   صباحا. يعتبر شاي الباني الموجود في القدح نموذجياً لقضاء عطلة سريعة في يوم العمل.

## الشاي كوجبة

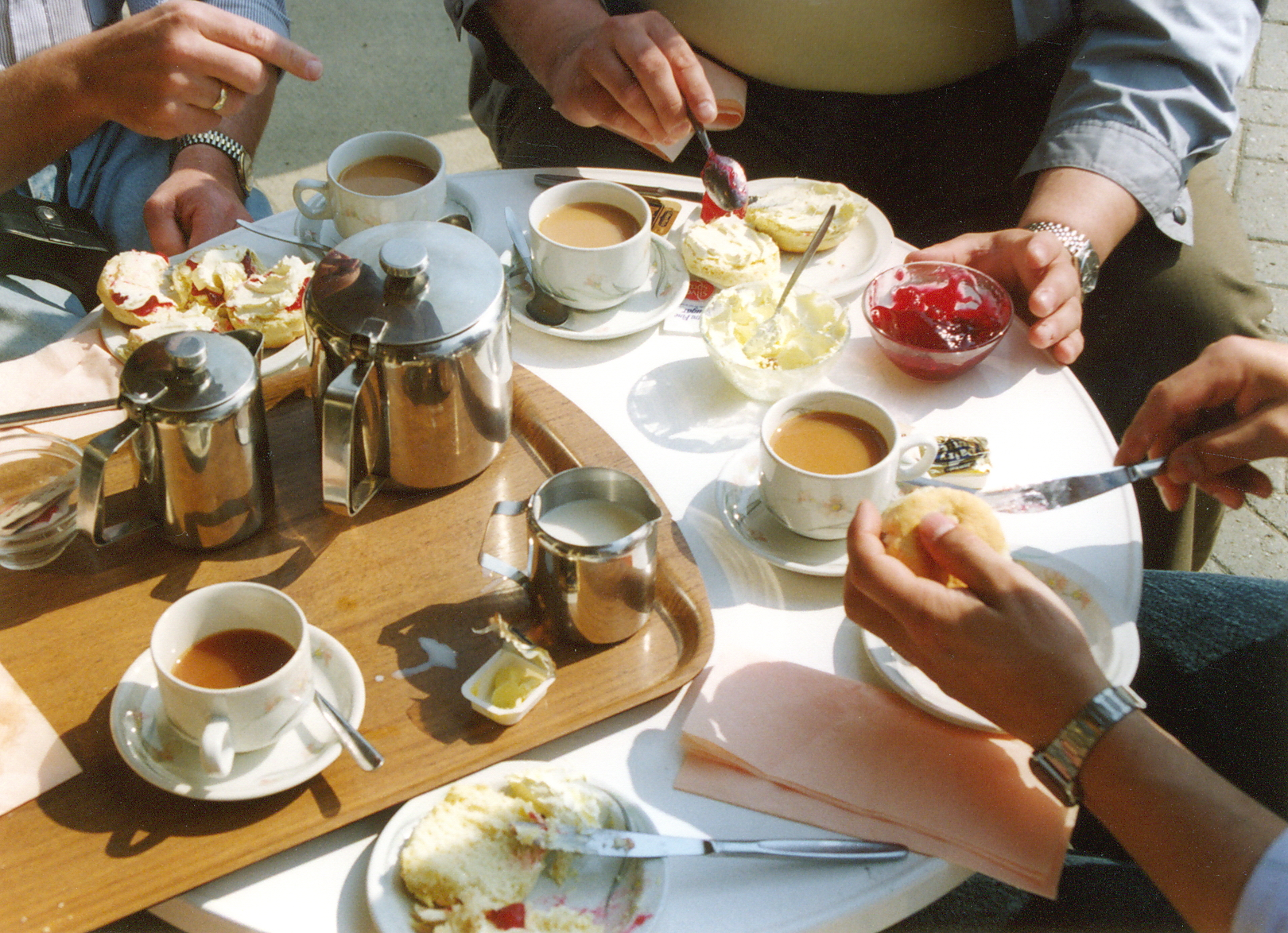
شاي كريمي جار في بورتون أون ذا ووتر ، 1990

الشاي ليس فقط اسم المشروبات ولكن أيضًا وجبة خفيفة. آنا ماريا ، دوقة بيدفورد، تُعزى إلى إنشائها حوالي عام 1840. انتقلت فكرة الكعك أو الوجبة الخفيفة مع الشاي إلى المقاهي أو المقاهي . على الرغم من تراجع شعبية هذه المؤسسات منذ الحرب العالمية الثانية، لا يزال هناك الكثير منها في الريف. في غرب البلاد ، تعتبر أنواع الشاي التي تحتوي على كريمة هي: الكعك والكريما المربى والمربى المصاحب للمشروب. يشير شاي بعد الظهر، في الاستخدام البريطاني المعاصر ، إلى مناسبة خاصة ، ربما في غرفة تناول الطعام في الفندق ، مع الوجبات الخفيفة اللذيذة (شطائر الشاي) وكذلك المعجنات الصغيرة الحلوة. اشتهرت الملكة فيكتوريا باستمتاعها بكعكة إسفنجية مع شاي ما بعد الظهيرة - بعد اختراع ألفريد بيرد لمسحوق الخبز في عام 1843 والذي سمح للإسفنجة بالارتفاع في الكعك ، تم إنشاء كعكة وطنية تسمى فيكتوريا إسفنج، سميت باسم الملكة.
مناسبة اجتماعية للاستمتاع بالشاي معًا ، عادة في منزل خاص ، هي حفلة شاي.
«الشاي» (أحيانًا «الشاي العالي») يمكن أن يعني أيضًا الوجبة اللذيذة الساخنة في المساء. هذا الاستخدام شائع في الإنجليزية البريطانية للطبقة العاملة وفي شمال إنجلترا واسكتلندا وأيرلندا الشمالية). انظر الشاي وجبة المساء.

## بطاقات الشاي

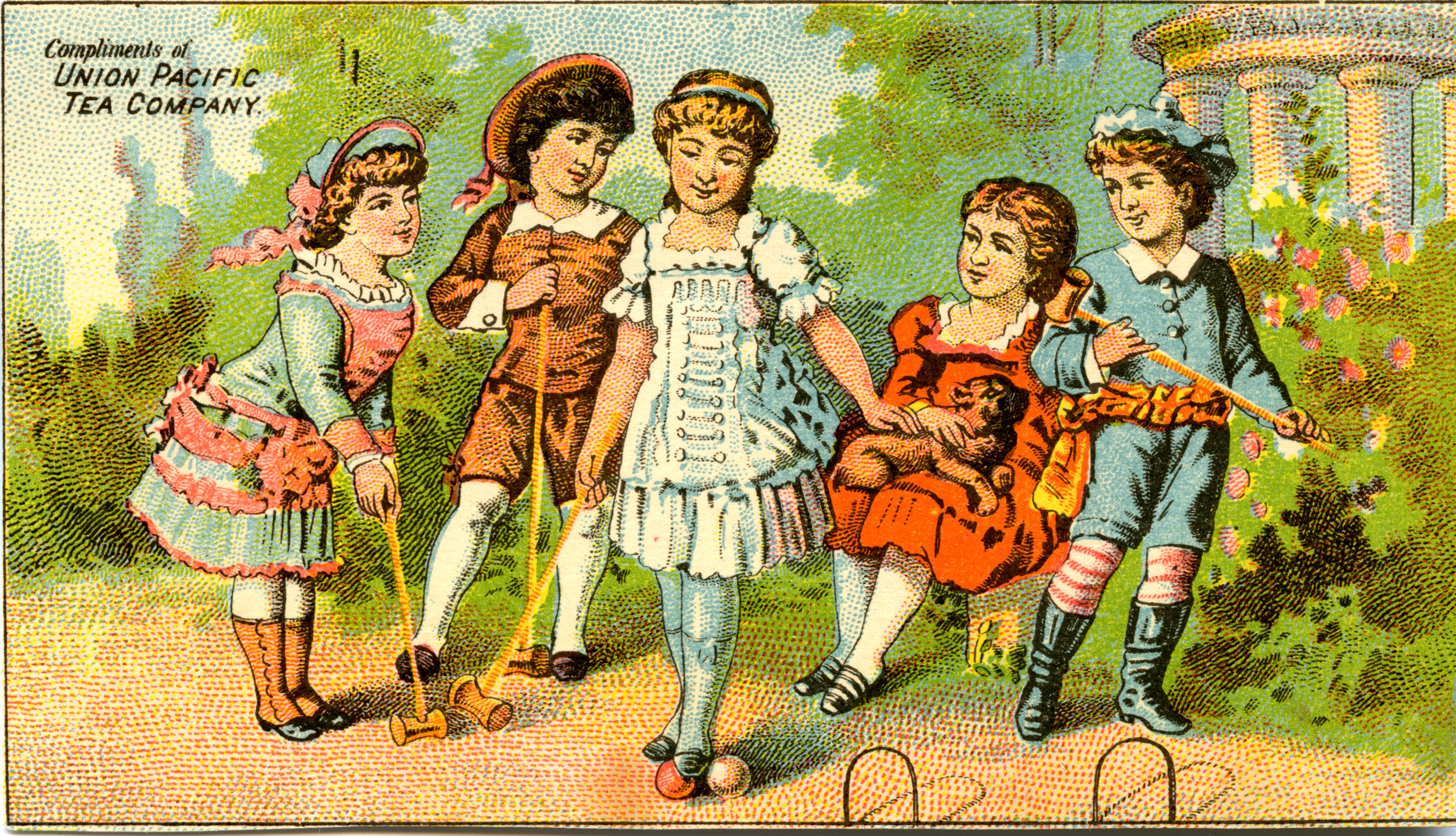
بطاقة إعلان شركة يونيون باسيفيك تي

في المملكة المتحدة ، احتوى عدد من أصناف الشاي الفضفاض التي تم بيعها في عبوات من الأربعينات إلى الثمانينات على بطاقات شاي. كانت هذه البطاقات مصورة بنفس حجم بطاقات السجائر تقريبًا وتهدف إلى جمعها من قبل الأطفال. ربما كان أشهرها شاي شاي Typhoo و Brooke Bond (الشركة المصنعة لـ PG Tips)، حيث قدم الأخير أيضًا ألبومات لهواة الجمع للاحتفاظ ببطاقاتهم. في العلامة التجارية المسماة Brooke Bond Dividend D ، كانت البطاقة توزيعات أرباح ("divvy") مقابل تكلفة الشاي.
تم تكليف بعض الفنانين المشهورين بتوضيح البطاقات ، بما في ذلك Charles Tunnicliffe . العديد من مجموعات البطاقات هذه هي الآن أدوات لهواة جمع الأشياء القيمة.
نشأت ظاهرة ذات صلة في أوائل التسعينيات عندما أصدرت PG Tips سلسلة من أصناف الشاي ، مع صور لأكواب الشاي والشمبانزي عليها. تيتلي سراح شاي الصورة pogs المتنافسة لكنه لم يقابل شعبية متنوعة PG نصائح.

### مشروبات
- شاي إيرل جراي، شاي مخلوط إنجليزي كلاسيكي ، بنكهة البرغموت العطري
- وجبة الإفطار شاي الإنجليزية
- شاي أمير ويلز
- إطلاق نار (مشروب)، كوكتيل مصنوع من الشاي والروم في الجيش البريطاني

### طعام
- Teacake
- شطيرة الشاي

### الأجهزة
- Teasmade ، عبارة عن جهاز إنجليزي يجمع بين غلاية وإبريق شاي لصنع الشاي تلقائيًا بواسطة المنبه
- براون بيتي (إبريق الشاي)، وهو نوع مبدع من إبريق الشاي المصنوع من الطين الأحمر البريطاني ، والمعروف أنه مدور ومزجج بمنغنيز بني
- إبريق الشاي المكعب ، وهو نوع كبير من ابريق الشاي اخترع لصنع الشاي على متن السفن
- مجموعة الشاي ، وعاء ، وعاء السكر ، إبريق الحليب ، إلخ.

### آخر
- قائمة شاي الشركات في المملكة المتحدة
- مزاد شاي لندن ، 1679-1998
- التقاط تلفزيوني ، ارتفاع يومي في استهلاك الطاقة في المملكة المتحدة بسبب استخدام الغلايات الكهربائية
- سيدة الشاي
- يوم الشاي الوطني